# Élections municipales de 1983 à Nice
 (janvier 2022).
Si vous disposez d'ouvrages ou d'articles de référence ou si vous connaissez des sites web de qualité traitant du thème abordé ici, merci de compléter l'article en donnant les références utiles à sa vérifiabilité et en les liant à la section « Notes et références ».
Pour les articles homonymes, voir Élections municipales à Nice.
Les élections municipales de 1983 à Nice ont eu lieu le 6 mars 1983.

## Mode de scrutin
Le mode de scrutin à Nice est celui des communes de plus de 1 000 habitants : la liste arrivée en tête obtient la moitié des sièges du conseil municipal. Le reste est réparti à la proportionnelle entre toutes les listes ayant obtenu au moins 5 % des voix. Un deuxième tour est organisé si aucune liste n'atteint 50 % des suffrages exprimés ; seules les listes ayant obtenu au  moins 10 % peuvent s'y présenter, elles peuvent alors fusionner avec les listes ayant obtenu au moins 5 % des voix.
Comme dans toutes les communes de plus de 300 000 habitants, hormis Paris, Lyon et Marseille, le conseil municipal de Nice est composé de 69 conseillers municipaux.
En 1977, la ville de Nice était divisée en trois secteurs, comprenant respectivement 17, 18 et 14 sièges au conseil municipal. La liste arrivant en tête dans un secteur remporte la totalité des sièges du secteur. Il y avait donc 49 conseillers municipaux en tout. Comme précisé ci-dessus, leur nombre passe à 69 en 1983.

## Contexte

### Rappel des résultats de l'élection de 1977
Les listes du maire sortant Jacques Médecin (CR) arrivent en tête au second tour dans les trois secteurs, malgré un faible écart de voix avec les listes de Charles Caressa (PCF). 
Cependant, l'élection dans le troisième secteur est annulée. Une élection partielle a lieu le 10 décembre 1978. Elle est remportée par la liste conduite par Virgile Pasquetti (PCF) face à la liste conduite par Roger Binda (RPR) et soutenue par Jacques Médecin.
| Candidat à la mairie      | Candidat à la mairie | Listes          | Premier tour | Premier tour | Second tour | Second tour | Sièges |
| Candidat à la mairie      | Candidat à la mairie | Listes          | Voix         | %            | Voix        | %           | CM     |
| ------------------------- | -------------------- | --------------- | ------------ | ------------ | ----------- | ----------- | ------ |
|                           | Jacques Médecin *    | CR-FNRI-RPR-CDS | 63 360       | 45,37        | 72 888      | 50,33       | 49     |
|                           | Charles Caressa      | PCF-PS-MRG      | 56 650       | 40,56        | 71 922      | 49,67       | 0      |
|                           | Henri Roubault       | ECO             | 19 222       | 13,76        |             |             |        |
|                           | Grover               | UR              | 421          | 0,30         |             |             |        |
|                           |                      |                 |              |              |             |             |        |
| Inscrits                  | Inscrits             | Inscrits        |              | 100,00       |             | 100,00      |        |
| Abstentions               |                      |                 |              |              |             |             |        |
| Votants                   |                      |                 |              |              |             |             |        |
| Blancs et nuls            |                      |                 |              |              |             |             |        |
| Exprimés                  | Exprimés             | Exprimés        | 139 653      |              | 144 810     |             |        |
| * listes du maire sortant |                      |                 |              |              |             |             |        |

## Candidats
- Max Gallo conduit une liste du PS, du PCF et du MRG
- Henri Roubault mène une liste écologiste
- M. Panizzoli mène une liste divers droite
- Fernand Icart conduit une liste dissidente de l'UDF
- Jacques Médecin, maire sortant est soutenu par le RPR et l'UDF
- Alain Seiller conduit une liste du FN

## Résultats
| Tête de liste            | Tête de liste     | Liste          | Voix    | %      | Sièges |
| Tête de liste            | Tête de liste     | Liste          | Voix    | %      | CM     |
| ------------------------ | ----------------- | -------------- | ------- | ------ | ------ |
|                          | Jacques Médecin * | RPR-UDF        | 90 353  | 54,83  | 56     |
|                          | Max Gallo         | PS-PCF-MRG     | 51 492  | 31,25  | 11     |
|                          | Fernand Icart     | UDF            | 10 423  | 6,33   | 2      |
|                          | Henri Roubault    | ECO            | 5 512   | 3,34   |        |
|                          | Alain Seiller     | FN             | 4 324   | 2,62   |        |
|                          | M. Panizzoli      | DVD            | 2 684   | 1,63   |        |
|                          |                   |                |         |        |        |
| Inscrits                 | Inscrits          | Inscrits       | 228 669 | 100,00 |        |
| Abstentions              | Abstentions       | Abstentions    | 60 619  | 26,51  |        |
| Votants                  | Votants           | Votants        | 168 050 | 73,49  |        |
| Blancs et nuls           | Blancs et nuls    | Blancs et nuls | 3 262   | 1,94   |        |
| Exprimés                 | Exprimés          | Exprimés       | 164 788 | 98,06  |        |
| * liste du maire sortant |                   |                |         |        |        |